# Ядерна бомба B90

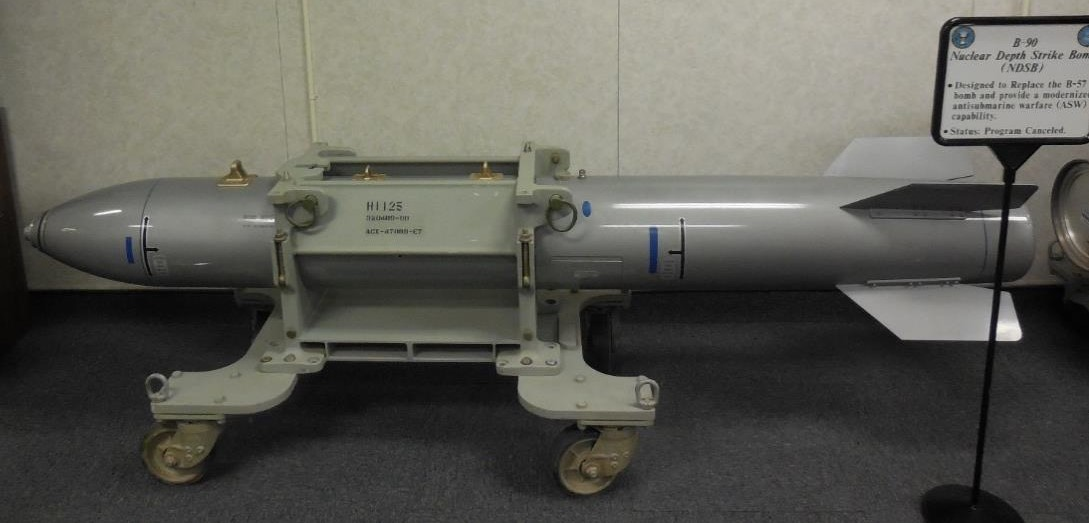
Бомба глибинного удару B90.

Ядерна бомба глибинного удару B90 — американська термоядерна бомба, розроблена в Національній лабораторії Лоуренса Лівермора в середині-кінці 1980-х років і скасована до введення на військову службу через закінчення холодної війни.
Конструкція B90 була призначена для використання її як зброї морської авіації, для використання як ядерна глибинна бомба та як ударна бомба для наземного нападу. Мала замінити ядерну бомбу B57, що використовувалася ВМС. Конструкція бомби B90 увійшла до третьої фази розробки та отримала цифрове позначення в червні 1988 року.
B90 була 34 см у діаметрі та 3 мети завдовжки і важила 350 кг. Потужність B90 була описана в обох джерелах 200 кілотонн і "низьким kt". Це може вказувати на зброю зі змінною потужністю.
B90 було звернуто у вересні 1991 року разом з ядерними боєголовками W89 і W91 і моделями ракет AGM-131 SRAM II і SRAM-T. Серійних моделей B90 не було, хоча тестові одиниці, можливо, були. Випробування ядерної зброї США тривали до 1992 року.